# القصف البندقي لبايلك تونس
القصف البُندُقي لبايلك تونس هو سلسلة من القصف البحري البُندُقي للعاصمة ومدن مختلفة ضمن بايلك تونس من أجل إجبار الباي حمودة بن علي على استئناف المعاهدة التي تحمي البحرية البُندُقية من تحرشات القراصنة البرابرة. استمرت الحملة من 1784 إلى 1786، حيث قصفت البحرية البُندُقية بقيادة أنجيلو إيمو المدن الساحلية في تونس. استمر الصراع حتى 1792، حيث لم تجر أي أعمال بحرية بارزة بعد شتاء 1786/87.